# Consiglio economico e sociale delle Nazioni Unite
Il Consiglio economico e sociale delle Nazioni Unite (detto anche ECOSOC) è l'organo delle Nazioni Unite con la competenza principale sulle relazioni e le questioni internazionali economiche, sociali, culturali, educative e sanitarie, e di coordinamento dell'attività economica e sociale delle Nazioni unite e delle varie organizzazioni ad esse collegate.
Lo scopo del Consiglio è stabilito dall'articolo 62 dello statuto delle Nazioni Unite: programmare lo sviluppo economico e l'assistenza tecnica e finanziaria ai paesi meno sviluppati, nonché promuovere studi o relazioni su questioni economiche, sociali, culturali e sanitarie. Si compone di cinquantaquattro membri eletti ogni tre anni dall'Assemblea generale.

## Commissioni

### Regionali
Il Consiglio opera mediante cinque commissioni regionali:
- Commissione economica e sociale per l'Asia e il Pacifico (ESCAP)
- Commissione economica e sociale per l'Asia Occidentale (ESCWA)
- Commissione economica per l'Africa (UN/ECA)
- Commissione economica per l'America Latina e i Caraibi (ECLAC)
- Commissione economica per l'Europa (UN/ECE)

### Funzionali
- Commissione delle Nazioni Unite per lo sviluppo sociale (UN/CSD)
- Commissione per le droghe narcotiche delle Nazioni Unite (UN/CND)
- Commissione per la prevenzione del crimine e la giustizia penale delle Nazioni Unite (UN/CCPCJ)
- Commissione per la scienza e la tecnologia per lo sviluppo (UN/CSTD)
- Commissione delle Nazioni Unite per lo sviluppo sostenibile (UN/CSD)
- Commissione delle Nazioni Unite sullo status delle donne (UN/CSW)
- Commissione per la popolazione e lo sviluppo (UN/CPD)
- Commissione statistica delle Nazioni Unite (UNSC)
- Forum delle Nazioni Unite sulle foreste (UNFF)

## Agenzie specializzate
Le agenzie specializzate delle Nazioni Unite sono organizzazioni autonome che lavorano all'interno del Sistema delle Nazioni Unite, il che significa che mentre riferiscono le loro attività al Consiglio economico e sociale, ognuna di esse è dotata di un proprio statuto, organo, bilancio, personale, direzione e sede. Alcune esistevano prima della costituzione delle Nazioni Unite e integrate nel sistema, altre sono state costituite dalla Società delle Nazioni e integrate nell'ONU, altre sono state costituite dalle stesse Nazioni Unite per affrontare nuove necessità.
- Fondo internazionale per lo sviluppo agricolo (IFAD)
- Fondo Monetario Internazionale (FMI)
- Gruppo della Banca mondiale
- Organizzazione delle Nazioni Unite per l'alimentazione e l'agricoltura (FAO)
- Organizzazione delle Nazioni Unite per l'educazione, la scienza e la cultura (UNESCO)
- Organizzazione delle Nazioni Unite per lo sviluppo industriale (UNIDO)
- Organizzazione internazionale dell'aviazione civile (ICAO)
- Organizzazione internazionale del lavoro (OIL)
- Organizzazione marittima internazionale (IMO)
- Organizzazione meteorologica mondiale (OMM)
- Organizzazione mondiale della sanità (OMS)
- Organizzazione mondiale del turismo (OMT)
- Organizzazione mondiale per la proprietà intellettuale (OMPI)
- Unione internazionale delle telecomunicazioni (UIT)
- Unione postale universale (UPU)

## Consulenti
Nel 2001 all'International Council of Management Consulting Institutes è stato concesso lo speciale status consultivo.